# 愛のコリーダ
『愛のコリーダ』 （あいのコリーダ、仏: L'Empire des sens; 英: In the Realm of the Senses）は、1976年に公開された日本とフランス合作映画である。大島渚監督、藤竜也、松田暎子主演。
制作プロダクションのノートは、『本作は日本初のハードコア・ポルノとしてセンセーショナルな風評を呼んだ』としている。題名の「コリーダ」はスペイン語で闘牛を意味する「Corrida de toros」による。フランス語の題名 L'Empire des sens （官能の帝国）は、ロラン・バルトによる日本文化論 L'Empire des signes （邦題 『表徴の帝国』）による。
昭和史に残る「阿部定事件」を題材に、男女の愛欲の極限を描く。作品内容は神代辰巳監督の 『四畳半襖の裏張り』 （1973年）に大きな影響を受けており、大島自身も制作で一番参考にした作品であることを認めている。
藤竜也（吉蔵役）や松田暎子（定役）らの性的な場面は、陰部などもすべて無修正である。日本は大幅な修正が施されて上映され、2000年に「完全ノーカット版」がリバイバル上映された(ただし、映倫規定により一部シーンが修正されたまま)。
2003年以降、スティーヴン・ジェイ・シュナイダーの『死ぬまでに観たい映画1001本』に掲載されている。
2009年にアメリカのクライテリオン社（The Criterion Collection）より無修正のBlu-rayがリリースされた。
2017年5月、第70回カンヌ国際映画祭のクラシック部門で4Kの復元版が上映され、7月にはフランスで劇場公開された。
2021年に新たな2Kの修復版として、『戦場のメリークリスマス』とともに国内でリバイバル上映された。

## あらすじ
昭和11年、東京中野の料亭「吉田屋」を舞台に、吉田屋の主人吉蔵（藤竜也）と阿部定（松田暎子）の二人が出会い、定が吉蔵に一目惚れする。吉蔵も定に惹かれ、二人は吉田屋のそこここで密会を重ねる。やがて関係が露見すると二人は料亭を出奔し、待合に入り浸り酒や芸者を呼びつつ、昼夜を問わず体を求め合い貪るように愛欲生活を送った。二人の愛戯は次第に高まり、互いの首を締めて快感を高めることが日常化していた。ある日、定が首を強く絞め過ぎ、吉蔵は窒息寸前に至る。定の介抱も実らず、吉蔵は一旦、「吉田屋」に帰って養生すると定に伝える。しかし、定は吉蔵を自分一人のものにするため、吉蔵を殺す決意をする。

## キャスト
- 吉蔵 - 藤竜也
- 定 - 松田暎子
- 「吉田屋」のおかみ トク（吉蔵の妻） - 中島葵
- 「吉田屋」の女中 松子 - 芹明香
- 「吉田屋」の女中 キヌ - 阿部マリ子
- 「吉田屋」の女中 千恵子 - 三星東美
- 「吉田屋」の女中頭 お常 - 藤ひろ子
- 老乞食 - 殿山泰司
- 芸者 八重次 - 白石奈緒美
- 「みつわ」の女中 - 青木真知子
- 「みつわ」の芸者 - 東祐里子
- 「みつわ」の芸者 - 安田清美
- 「みつわ」の芸者 - 南黎
- 「みつわ」の芸者 - 堀小美吉
- 半玉 - 岡田京子
- 幇問 - 松廼家喜久平
- 「田川」のおかみ - 松井康子
- 大宮先生 - 九重京司
- 「満左喜」の女中 - 富山加津江
- 蛇の目の娘 - 福原ひとみ
- 小料理屋のおやじ - 野田真吉
- 芸者 菊竜 - 小林加奈枝
- 「満左喜」の芸者 - 小山明子

## スタッフ
- 監督、脚本 - 大島渚
- 製作代表 - アナトール・ドーマン
- 製作 - 若松孝二
- 撮影 - 伊東英男
- 美術 - 戸田重昌
- 編集 - 浦岡敬一
- 音楽 - 三木稔
- 助監督 - 崔洋一
- 装飾 - 荒川大
- 録音 - 安田哲男
- 照明 - 岡本健一
- 衣裳 - 加藤昌廣
- 美粧 - 竹村幸二
- 結髪 - 大沢菊江
- スチル - 小山田幸生
- 合作調整 - フランス映画社

## 主な性的シーンについて
出演者の裸や性行為などの性的シーンが度々現れるが、すべて性器も無修正で描写されている。日本ではこれらのシーンはカットされて大幅に修正を加えて上映された。
- 吉蔵（藤竜也）と女将のトク（中島葵）が部屋で交わる。 - 両者の陰毛は視認できるが、結合部は映らない。
- 外で陰茎を露出したまま眠る老乞食（殿山泰司）に、子供たちが雪玉を投げる。
- 吉田屋の廊下を歩いていた定は、現れた老乞食から定の陰部を見たいと懇願される。定が屋外へ出て陰部を見せると、老乞食は陰茎を出して手でしごくが勃起せず、定から諦めるように促される。 - 松田の陰毛は視認できるが、外陰部は映らない。
- 定は、夜分に吉蔵が酒を呑んでいる座敷へ酒を運ぶと、吉蔵から求められ、吉蔵が陰茎を見せると定は跨がる。 - 女性上位で結合部は映らないが、藤の陰茎が視認できる。
- 場所を変えて吉蔵と定が性交する。吉蔵は定から離れてソファーに仰向けになり、定は吉蔵の陰茎をくわえて口淫する。吉蔵が定の口中へ精液を放つと、定は吉蔵の陰茎からゆっくりと口を放して恍惚の表情で吉蔵を見つめ、口から吉蔵の精液が滴る。 - 松田が藤の陰茎を口淫するシーンと口内射精のシーンで藤の陰茎が視認できる。着物を羽織る松田の陰部は映らない。
- トクは定に水換えを指示し、済ませた定が戻ると、トクと吉蔵は交っていた。 - 藤と中島葵ともに全裸だが、陰部や結合部は写らない。
- 吉蔵と定が待合「みつわ」へ行き、交わるため裸になる。 - 二人とも陰部は写らない。
- 吉蔵と定が料亭「田川」で祝言の宴を開き、芸者らが見ている前で交り始める。芸者たちは一人の芸者をからかい、着物を脱がせて裸にして膣へ鳥の置物を挿入させる。 - 芸者役女性の全裸と外陰部が視認できる。
- 宴が明けても定は吉蔵の陰茎を握り続け、再び交わる。 - 藤の陰茎が視認できる。
- 定が出掛ける準備をしていると、吉蔵は「田川」のおかみ（松井康子）の前で交わり始める。行為終了後、全裸の吉蔵が定の長襦袢を羽織って家に帰る。 - 二人の陰部は映らない。藤は長襦袢の前がはだけた姿で外を駆ける。
- 定は校長、市議会議員である大宮（九重京司）の元を訪れ、布団に入り大宮に跨がる。 - 背面から松田の外陰部が視認できる。
- 待合「満佐喜」で吉蔵と定が交わる。行為を終えた食事で吉蔵は定の膣へゆで卵を挿入する。定は必死になってゆで卵を出し、からかわれたと思いをぶつける。 - 松田の陰部とゆで卵の挿入が明瞭に視認できる。
- 定は、待合「満佐喜」に戻った吉蔵を責め、陰茎を包丁で切ろうとする。- 藤の陰茎が視認できる。
- 定と吉蔵は、待合「満佐喜」で交わりながら互いの首を絞め合う。
- 定と吉蔵は、待合「満佐喜」の女中と全裸で会話する。吉蔵の陰茎と定の陰部が見える。その後、68才の芸者が現れ、定にけしかけられ吉蔵は芸者と交わる。
- 定は、吉蔵に跨がり陰茎を自分の膣へ納め、両手に持つひもで吉蔵の首を絞めながら腰を動かす。一度は首絞めを止めたのち、再び吉蔵に跨がり首のひもを絞めて吉蔵がぐったりする。- 松田が藤の陰茎を挿入するシーン、腰を上下に動かすシーンで性交が視認できる。
- 定は吉蔵が眠くて立たなくなった陰茎を握り膣に挿入しようとする。定の陰部と吉蔵の陰茎が見える。

他に男女の幼児が丸裸ではしゃぐシーンもある。
吉蔵の首締めシーンで、勃起した陰茎を定が自ら膣へ導く様子と結合部が映る。作品内で陰茎が膣に挿入されている映像は、このシーンのみである。膣へゆで卵を挿入するシーンは、外陰部がアップで映るとゆで卵が挿入され、映像は連続してそのまま上方へ移動して松田の顔が映り、松田本人の性器と判断できる。

## 『愛のコリーダ』事件裁判
この作品の脚本と宣伝用写真等を掲載した同題名の書籍が発行されたが、その一部がわいせつ文書図画に当たるとして、わいせつ物頒布罪で監督と出版社社長が検挙起訴された。対する被告人側は「刑法175条は憲法違反である」と主張し憲法判断を求めた。一審二審とも従来の判例を基本的に維持しながらも、「当該書籍はわいせつ物に当たらない」として無罪とした。

## 関連作品
- 『裸の時代 ポルノ映画・愛のコリーダ』東京12ch（現：テレビ東京）、1975年製作、25分

当作品に出演もしているドキュメンタリー監督の野田真吉による、当作品のメイキング番組。
- 『猥褻の研究 「愛のコリーダ」起訴記念出版』「愛のコリーダ」起訴に抗議する会 編、三一書房「三一新書」、1977年